# Адам Голдберг
Адам Чарльз Голдберг (англ. Adam Charles Goldberg; нар. 25 жовтня 1970, Санта-Моніка, Каліфорнія, США) — американський актор, режисер і продюсер.

## Біографія
Голдберг народився в Санта-Моніці, штат Каліфорнія, і виріс біля Маямі-Біч, в сім'ї Донни (уроджена Гебель) і Ерла Голдберг. Його батько єврей, а мати римська католичка, що має ірландські, французькі та німецькі корені. Після перегляду шкільної драматичної постановки Шекспіра, Голдберг захопився шоу-бізнесом і почав вивчати акторську майстерність на різних семінарах в ранньому віці. Він брав активну участь у театральних постановках студентського містечка в період навчання в коледжі імені Сари Лоуренс (англ. Sarah Lawrence College).

## Кар'єра
Першою серйозною роботою Голдберга в кіно, стала поява у фільмі Біллі Кристала «Містер суботній вечір», знятого в 1992 році. Роль грубого дотепника, піхотинця Стенлі Мелліш (єврейського походження), у фільмі Стівена Спілберга «Врятувати рядового Раяна», зробила його відомим широкій аудиторії. Хоча він вміло грав головних героїв, в серіалах компанії Fox — «Head Cases» і «Забійний молот», в кіно Голдберг був в основному задіяний в яскравих допоміжних ролях.
Голдберг відзначився невеликими запам'ятовуються ролями, такими як Джеррі — слуга-мрець Гавриїла, персонажа Крістофера Вокена в надприродному трилері «Пророцтво» і хворого психічним розладом Едді Менуека (англ. Eddie Menuek), в комедійному серіалі «Друзі». Голдберг також працював разом з видатними артистами озвучення, такими як Ден Кастелланета і Чарлі Адлер, демонструючи свій голос у фільмі «Бейб: Поросятко у місті», і мультфільмі «Кіт Ік». Голдберг часто зображує «стереотипних єврейських» персонажів (наприклад, у фільмі «Під кайфом та збентежені» і серіалах «Забійний молот» і «Красені»).
Голдберг з'явився в документальному фільмі про групу The Flaming Lips, «The Fearless Freaks» і виконав другорядну роль в «Різдво на Марсі», науково-фантастичний фільм режисера Уейна Койне (англ. Wayne Coyne), який також є фронтменом The Flaming Lips. У 1999 році він знявся в кліпі «There She Goes», групи Sixpence None the Richer.
Голдберг написав, спродюсував і зняв фільми «Scotch and Milk» і «I Love Your Work», а також був постановником різних телевізійних проектів, в тому числі філософських подорожей, «Running with the Bulls» для IFC. Талановитий гітарист і автор пісень, Голдберг був композитором і аранжувальником музики для «I Love Your Work» і «Running with the Bulls», також він написав пісню для саундтрека до «забійний молоту». Як відомо, він подорожує з дешевою акустичною гітарою, це видно в «Running with the Bulls». Він записав кілька рок- і джазових альбомів, в тому числі добре прийнятий критиками «Changes», з відомим латинським перкусіоністом Філом Матурана (англ. Phil Maturano). Актор Адам Голдберг, прекрасно зарекомендував себе серйозним і присвяченим музикантом (не плутати з однойменною бостонским співаком і автором пісень).
Він з'явився в трьох епізодах другого сезону серіалу «Друзі», зігравши нового сусіда Чендлера, Едді. Він також з'явився кілька років по тому, в дев'ятому епізоді другого сезону спін-офф шоу «Джоуї», як найкращий шкільний друг Джоуї, Джиммі. У Джої він є батьком Майкла Трібіані (англ. Michael Tribbiani) і в більш пізніх епізодах персонаж Голдберга, починає зустрічатися з Джиною Трібіані (матір'ю Майкла) і одружується з нею в фіналі серіалу.
Він також брав участь в серіалі про поліцейський «The Unusuals», де він виконував роль поліцейського-детектива з Нью-Йорка, що страждає на рак мозку. Його персонаж відмовляється від лікування через його нелюбові до лікарів. Його персонаж був «саркастичним» і описувався не тільки як «найвидовищніший», але також як «привід, щоб подивитися серіал».
В даний час його музична група виступає під назвою «LANDy». Колекція пісень, записаних протягом 6 років, увійшла на дебютний альбом LANDy, «Eros and Omissions», він був випущено 23 червня 2009 року. Учасник The Flaming Lips Стівен Дрозд (англ. Steven Drozd), з якими Голдберг співпрацював на зйомках його фільму «I Love Your Work» (2005), часто з'являється на цьому записі. Аарон Еспіноса зробив фінальний мікс альбому, а також був звукоінженером багатьох останніх пісень.
У 2007 році Голдберг знявся у фільмі «Два дні в Парижі», де він виконав одну з головних ролей в дуеті з Жулі Дельпі.

## Особисте життя
З 2014 року одружений із Роксаною Денер (англ. Roxanne Daner), ілюстратором і дизайнером з Лос-Анджелеса; у пари двоє синів: Бад (листопад 2014) та Сонні (вересень 2018).

## Фільмографія

### Кіно
| Рік  | Фільм                                      | Роль                                      | Примітки                   |
| ---- | ------------------------------------------ | ----------------------------------------- | -------------------------- |
| 1992 | Містер суботній вечір                      | Юджин Джимбел                             |                            |
| 1993 | Зять                                       | Індіанець                                 |                            |
| 1993 | Під кайфом та збентежені                   | Майк Ньюгаус                              |                            |
| 1995 | Double Rush                                | Лео                                       |                            |
| 1995 | Вища освіта                                | Девід Айзекс                              |                            |
| 1995 | До сходу сонця                             | чоловік у потягу                          |                            |
| 1995 | Пророцтво                                  | Джеррі                                    |                            |
| 1995 | Дорога додому 2: Загублені в Сан-Франциско | Піт                                       | Озвучка                    |
| 1998 | Віскі з молоком                            | Джим                                      |                            |
| 1998 | Дещо про дівчат                            | Фрейд                                     |                            |
| 1998 | Врятувати рядового Раяна                   | Рядовий Стенлі Мелліш                     |                            |
| 1998 | Бейб: Поросятко у місті                    | Флілік, джек-рассел-тер'єр без задніх лап | Озвучка                    |
| 1999 | Ед із телевізора                           | Джон                                      |                            |
| 2000 | Секс, наркотики і Сансет Стріп             | Марті Шапиро                              |                            |
| 2001 | Пробудження життя                          | Один із чотирьох людей                    | Озвучка                    |
| 2001 | Хлопець хоч куди                           | Бретт Майлз Сенфорд                       |                            |
| 2001 | Любов на бігу                              | Джек Вайс                                 |                            |
| 2001 | Згідно зі Спенсером (According to Spencer) | Фелді                                     |                            |
| 2001 | Ігри розуму                                | Річард Сол                                |                            |
| 2002 | Море Солтона                               | Kujo                                      |                            |
| 2003 | ''I Love Your Work''                       | (Режисер)                                 |                            |
| 2003 | Як позбутися хлопця за 10 днів             | Тоні                                      |                            |
| 2004 | Новий Франкенштейн                         | Детектив Майкл Слоун                      |                            |
| 2005 | The Fearless Freaks                        | Камео                                     |                            |
| 2006 | Не поступитися Штейнам                     | Не вказаний в титрах                      |                            |
| 2006 | Спалювачі життя                            | Філ Баллоу                                |                            |
| 2006 | Залишитися живим                           | Міллер Бенкс                              |                            |
| 2006 | Дежа вю                                    | Доктор Александер Денні                   |                            |
| 2007 | Два дні в Парижі                           | Джек                                      |                            |
| 2007 | Зодіак                                     | Даффі Дженнінгс                           |                            |
| 2007 | Ненсі Дрю                                  | Пихатий директор                          |                            |
| 2008 | Зсередини                                  | Рой                                       |                            |
| 2008 | Різдво на Марсі                            | Марсианський психіатр                     |                            |
| 2009 | Без назви                                  | Едріан                                    |                            |
| 2010 | Місс Ніхто                                 | Білл                                      |                            |
| 2010 | Монстр в Парижі                            | Рауль                                     | Озвучка англомовної версії |
| 2010 | Норман                                     | Містер Анджело                            |                            |
| 2012 | Втрачений Анджелес                         | Діпак                                     |                            |
| 2015 | No Way Jose                                | Хосе                                      |                            |
| 2016 | Rebirth                                    | Зак                                       |                            |
| 2016 | Між нами (Between Us)                      | Ліам                                      |                            |
| 2017 | Його собаче діло                           | Лу Єврей                                  |                            |
| 2019 | Кокаїновий барон (Running with the Devil)  | The Snitch                                |                            |

### Телебачення
| Рік       | Телесеріал                            | Роль                         | Примітки                        |
| --------- | ------------------------------------- | ---------------------------- | ------------------------------- |
| 1986-1993 | Создавая женщину                      | Орео Персон                  |                                 |
| 1990-1992 | Настоящие цвета                       | Мартін                       |                                 |
| 1991      | Крошка Рут                            | Продавець                    |                                 |
| 1991      | Кот Ик                                |                              | Додаткові голоси                |
| 1992-1995 | Любовь и Война                        | хлопчик із села              |                                 |
| 1993-2005 | Полиция Нью-Йорка                     | Дейв Блюм                    |                                 |
| 1995      | Швидка допомога                       | Джошуа Шем / Мистер Салливан |                                 |
| 1994      | Друзья                                | Едди                         |                                 |
| 1994      | Космос: Далёкие уголки                | Сержант Луи Фокс             |                                 |
| 1991      | Мерфі Браун (Murphy Brown)            | Дональд Клейн                | 1 епізод                        |
| 1996-1997 | Relativity                            | Дуг Кролл                    | 17 епізодів                     |
| 1997-2004 | Практика                              | адвокат Ноа Берк             | 1 епізод                        |
| 1999      | True Love                             | Дуг Кролл                    | телефільм                       |
| 2000      | За межею можливого (The Outer Limits) | Сид Камден                   | 1 епізод                        |
| 2001      | Вілл і Грейс                          | Кевін Волчек                 | Епізод: «Past and Presents»     |
| 2001      | Вулиця (The $treet)                   | Еван Митчел                  | 12 епізодів                     |
| 2003      | Єврейський молот (The Hebrew Hammer)  | Мордехай Джефферсон Карвер   |                                 |
| 2005-2006 | Джої                                  | Джиммі (Джеймс Коста)        | 9 епізодів                      |
| 2006      | Мене звати Ерл                        | Файло                        | Епізод: «Something to Live For» |
| 2007      | Антураж                               | Нік Рубенштейн               | 4 епізоди                       |
| 2007      | Медіум                                | Брюс Росситер                | 1 епізод                        |
| 2009      | Незвичні (The Unusuals)               | Детектив Ерик Делахой        | Основний склад                  |
| 2011      | Світлофор (Traffic Light)             | Реджи                        |                                 |
| 2012      | Нью-Йорк 22                           | офіцер Рей «Лазар» Харпер    |                                 |
| 2014      | Фарґо                                 | містер Намберс               | мінісеріал, 5 епізодів          |
| 2015      | Maron                                 | Джек Росс                    | 1 епізод                        |
| 2015—2016 | The Jim Gaffigan Show                 | Дейв                         | 23 епізоди                      |
| 2017      | Lore                                  | Пітер Стуббе                 | документальний, 1 епізод        |
| 2017      | Graves                                | Крістофер Закс               | 6 епізодів                      |
| 2018      | Taken                                 | Гарден Кілрой                | 16 епізодів                     |
| 2019      | Бог зафрендив мене                    | Саймон Гейс                  | 8 епізодів                      |
| 2021      | Праведниця                            | Гаррі Кешегян                | 12 епізодів                     |